# دینا اس‌ای
دینا اس‌ای (به اسپانیایی: DINA) شرکت خودروسازی مکزیکی است، که تولیدکنندهٔ اتومبیل سنگین با تخصص در کامیون، اتوبوس، وسایل نقلیه زرهی، نظامی و بین شهری می‌باشد.
در حال حاضر این شرکت محصولات خود را در کشورهای بریتانیا، ایالات متحده آمریکا، روسیه، ایران، مصر، سوریه، مکزیک، نیکاراگوئه و دیگر کشورهای آمریکای مرکزی و جنوبی توزیع می‌کند.